# Scott Pilgrim
Scott Pilgrim è una serie a fumetti canadese scritta e disegnata da Bryan Lee O'Malley. La serie è composta da sei volumi in bianco e nero pubblicati tra il 18 agosto 2004 e il 20 luglio 2010. La prima edizione esce a cura di un'etichetta indipendente di Portland, la Oni Press, e in seguito da HarperCollins.
In Italia tutti i volumi sono stati pubblicati da Rizzoli Lizard nel 2010. Nel 2017 sono uscite nuove ristampe a colori.

## Trama

### Scott Pilgrim. Una vita niente male (Volume 1)
Scott Pilgrim è uno scansafatiche canadese di 23 anni, affascinante e sicuro di sé, che vive a Toronto in un mondo stile videogioco con il suo sarcastico coinquilino gay, Wallace Wells. Suona il basso nella band Sex Bob-omb, insieme ai suoi amici Stephen Stills (chitarra e voce) e Kim Pine (batterista); i tre si trovano spesso a fare le prove a casa di Stephen, riconosciuto come "il talento", e del suo coinquilino, il giovane Neil. Scott inizia a  uscire con Knives Chau, una liceale cino-canadese, ma i suoi amici lo trovano scandaloso, in quanto lei ha solo 17 anni. Scott non dà molto peso alle critiche degli amici, ma Stacey, sua sorella minore, sospetta che il ragazzo abbia iniziato una relazione "poco seria" solo per dimenticare una sua ex, anche se Scott rifiuta di ammetterlo.
Una notte Scott sogna una ragazza con i capelli rosa sui pattini, che non ha mai incontrato prima e che poi intravede nella vita reale, mentre consegna un pacco in biblioteca. Scott rivede la ragazza più volte nei suoi sogni e poi la incontra casualmente a una festa organizzata dalla fidanzata del momento di Stephen, Julie Powers, diventando così ossessionato dall'idea di scoprire di più su di lei. Parlando col suo amico Komeau (che conosce tutti) e con Sandra e Monique, le amiche pettegole di Julie, Scott scopre che la ragazza si chiama Ramona Flowers, lavora come corriere per Amazon e si è recentemente trasferita da New York dopo una rottura con un certo Gideon. Scott ordina alcuni CD da Amazon come pretesto per incontrare di nuovo Ramona e riceve un'e-mail da un tale di nome Matthew Patel, che lo sfida a combattere, ma Scott ci presta poca attenzione e cancella prontamente la mail.
Dopo un altro sogno su Ramona, in cui lei gli sta consegnando un pacco, Scott si sveglia e la trova alla sua porta. La ragazza spiega che per fare consegne più rapide utilizza autostrade subspaziali per attraversare lunghe distanze in pochi secondi (pratica molto comune in America, ma poco usata dai canadesi); una di queste autostrade passa attraverso il cervello di Scott, e questo spiega i suoi sogni. Rendendosi conto di aver causato casualmente l'ossessione nel ragazzo, Ramona si convince che non è strano come credeva e accetta di uscire con lui. Quella sera, l'appuntamento sembra andare per il verso giusto, ma una tempesta di neve costringe i due a tornare a casa di Ramona. Dopo essere entrato per errore nella sua camera da letto, mentre lei si stava cambiando, Scott riceve il primo bacio da Ramona, che gli permette di dormire con lei, anche se per ora preferisce non avere rapporti. Il giorno successivo Scott torna a casa, dove Wallace gli intima di rompere con Knives, se ha intenzione di intraprendere una relazione seria con Ramona. Tuttavia, quando la incontra più tardi durante le prove per il concerto al Club Rockit, Knives è molto più eccitata del solito e bacia Scott, che non ha il coraggio di spezzarle il cuore. Scott riceve anche una lettera scritta da Matthew, che ignora ugualmente.
Scott invita accidentalmente sia Knives che Ramona al concerto e cerca di impedire loro di scoprire la verità sul triangolo amoroso che si è creato. Dopo un'esibizione di apertura della band rivale, Crash and the Boys, i Sex Bob-omb si preparano a iniziare la loro scaletta quando Matthew Patel piomba sul palco e affronta Scott in un duello in stile videogioco. Egli si presenta come il primo dei Sette Malvagi Ex di Ramona, e lei conferma che ha avuto una breve relazione con lui ai tempi delle medie, ma che era solo attratta dai suoi poteri mistici. Matthew sfoggia i suoi poteri, che gli permettono di evocare "ragazze demoniache indie rock" e di lanciare sfere di fuoco. All'insaputa di Patel, Scott ha studiato combattimento con spada da bambino ed è uno dei migliori combattenti corpo a corpo di Toronto, cosa che dimostra eguagliandolo facilmente in combattimento. Scott prevale, con i suoi amici che si uniscono a lui in un numero di ballo, che travolge Matthew e permette a Scott di annientarlo, guadagnando qualche moneta. Mentre tornano a casa in metropolitana, Scott e Ramona decidono di diventare una coppia, a condizione che Scott accetti di sconfiggere gli altri sei Malvagi Ex. Quando Scott chiede se Gideon è uno di loro, la testa di Ramona inizia a brillare, anche se lei sembra non accorgersene.

### Scott Pilgrim contro il mondo (Volume 2)
In un flashback, sette anni prima dell'inizio della storia, un sedicenne Scott Pilgrim si è appena trasferito al Liceo Cattolico St. Joel, in Ontario, dove fa amicizia con una ragazza di nome Lisa Miller, che sembra provare qualcosa per lui. Scott tuttavia si prende una cotta per Kim Pine, sua compagna del corso di geografia. Quando Kim viene rapita dagli alunni di una scuola rivale guidati da Simon Lee, Scott li sconfigge tutti per salvarla, e i due iniziano a frequentarsi. Scott, Kim e Lisa formarono quindi una band chiamata Sonic & Knuckles, supportati dalla loro amica Lauren, e una sera Scott perde la sua verginità con Kim, nella sua auto. La relazione si interrompe quando Scott si trasferisce a Toronto con la sua famiglia.
Nel presente, ormai all'inizio della primavera, Wallace lancia a Scott un ultimatum: deve rompere con Knives, altrimenti dirà di lei a Ramona. Scott esce con Knives, e mentre sono in un negozio di dischi, rompe con lei in maniera impacciata, subito dopo che lei gli aveva dichiarato il suo amore. Il senso di colpa di Scott dura poco, dato che è rallegrato al pensiero di Ramona, e quella sera la invita per la prima volta a casa sua. Ramona (che si presenta con un nuovo taglio e colore di capelli) è inizialmente sconcertata da quanto sia squallido il monolocale, ma è sorpresa dalle abilità culinarie di Scott. Intanto Wallace sta aiutando Scott a fare ricerche sul secondo Ex Malvagio di Ramona: l'attore cinematografico Lucas Lee.
Nel frattempo, Kim ha un sogno in cui Simon ha ucciso Scott, ma non ne è affatto turbata. Come per sua routine quotidiana, Kim si alza presto, suscitando l'ennesimo litigio con le suo odiate coinquiline, e si reca al lavoro al No Account Video, dove ha come collega Hollie, l'unica persona con cui sembra andare d'accordo. Scott visita il videonoleggio per recuperare alcuni film di Lucas Lee, così da studiare meglio le sue mosse. Intanto, Ramona incontra Stacey al Second Cup, il bar dove lavora con Julie, e le due diventano amiche, tra le paranoie di Scott. Quella sera Knives tenta di incontrare di nuovo Scott ma Wallace glielo impedisce. Mentre guarda i film di Lucas con Ramona, Scott nota di nuovo lo scintillio sulla testa della ragazza, ma esso sparisce poco dopo mentre i due si scambiano un bacio prima di dormire. Il mattino dopo Scott riceve una chiamata dai suoi genitori, che sono in vacanza a Roma, e racconta loro della sua nuova ragazza; più tardi, Ramona presenta a Scott il suo gatto domestico, che ha chiamato Gideon come il suo ex.
Scott si incontra con Lucas Lee al Casa Loma, per il loro scontro, accompagnato da Wallace, Kim e il giovane Neil, e viene subito messo al tappeto e scaraventato contro il castello. Lucas decide di concedere a Scott una tregua e gli offre da mangiare mentre gli racconta della Lega dei Malvagi Ex che si sono organizzati per attaccare Scott. Lucas mostra risentimento nei confronti di Ramona, che lo ha tradito e gli ha spezzato il cuore (contrariamente a quanto lei aveva dichiarato); tuttavia è disposto a concedere a Scott la vittoria in cambio di una mazzetta. Scott però accusa Lucas di essere un venduto e, per non affrontarlo, lo sfida a fare un grind con lo skate sul corrimano delle scale che scendono dal Casa Loma. Lucas, sebbene riluttante, accetta la sfida ma, poco prima dell'arrivo di Ramona, muore quando raggiunge una velocità troppo elevata, lasciando dietro di sé in premio uno skateboard in mithril, che sparisce quando Scott si rammarica del fatto che non sappia come usarlo. Intanto Knives, scossa dalla rottura, spia Scott e scopre che sta uscendo con Ramona, proprio mentre lui la invita a cena a casa di Stephen Stills per presentarla ai suoi compagni di band.
Furiosa, Knives si tinge i capelli e cambia stile di abbigliamento nella speranza di attirare l'attenzione di Scott e giura davanti alla sua amica Tamara che si sbarazzerà di Ramona. Knives attacca la sua rivale mentre si trova insieme a Stacey alla Toronto Reference Library, ma Ramona respinge il suo attacco e Knives si ritira dopo aver compreso che Scott l'ha tradita prima ancora di lasciarla. Scott riceve una telefonata dalla sua ex fidanzata Envy Adams, che è in città per esibirsi nel week-end al Lee's Palace con la sua band, i The Clash at Demonhead, e gli propone di far aprire ai Sex Bob-omb il concerto di domenica. La chiamata fa sprofondare Scott nella disperazione fino al ritorno di Wallace, che sembra covare rancore verso l'ex del suo amico. Scott, con riluttanza, racconta agli altri dell'offerta di Envy, e Stephen si dimostra entusiasta. Venerdì sera, Scott e Ramona discutono delle loro relazioni passate e del fatto che Scott sembri ricordare poco dei suoi anni del college; poi si dirigono al Lee's Palace per incontrare Envy dopo il primo concerto. Al locale, i Sex Bob-omb incontrano Julie con le sue amiche, Hollie con il suo coinquilino Joseph, e perfino Knives, che ora esce con il giovane Neil. Mentre i The Clash at Demonhead si esibiscono, Ramona si rende conto che il bassista nonché fidanzato di Envy, Todd Ingram, è il suo terzo Ex Malvagio.

### Scott Pilgrim e l'infinito sconforto (Volume 3)
Dopo il concerto, i Sex Bob-omb incontrano i The Clash at Demonhead nel backstage. Envy prova un sadico piacere mentre provoca Ramona e tortura psicologicamente Scott con la sua presenza; Knives invece prova a farsi notare, in quanto grande fan della cantante, ma viene stesa dalla batterista Lynette, che le tira un pugno con un braccio bionico facendole sparire i colpi di sole dai capelli. Adirato, Scott prova ad attaccare Todd, ma viene fermato dai poteri telecinetici del ragazzo, che rivela di essere vegano; il ragazzo ha studiato all'Accademia Vegana, dove ha imparato a sbloccare il suo massimo potenziale con una dieta priva di carne e derivati animali. Envy, che rivela di essere al corrente dei piani della Lega, decide di fermare la rissa tra Scott e Todd, e organizza un nuovo scontro per il giorno dopo. Nel frattempo, vari flashback mostrano la vita universitaria di Scott, quando conobbe per la prima volta Envy (allora conosciuta come Natalie) nonché Stephen Stills e Julie.
Ai tempi del college, Natalie è una ragazza nerd che, a differenza del presente, viene snobbata da Julie, ma ha un buon rapporto con Scott. I due iniziano a uscire insieme e formano un gruppo musicale, i Kid Chameleon, insieme a Stephen. Tuttavia, col passare del tempo, Nat espande la band reclutando ulteriori membri tra cui il batterista Cole, e Stephanie Nordegraf (la sorella maggiore di Neil) e arriva a firmare un contratto discografico senza il consenso degli altri, portando sia Scott che Stephen a dimettersi dal gruppo. Scott intanto conosce Wallace e diventa suo amico, ma a Natalie il ragazzo non va molto a genio e i due diventano acerrimi nemici. Scott inizia anche a sospettare che Nat lo stia tradendo e più volte si rende conto che lei non sembra ricambiare il suo amore. Scott non ricorda i dettagli della sua rottura con Envy, tranne il fatto che si era tagliato i capelli, e che lei lo aveva scaricato alla festa di Capodanno. 
Nel presente, Scott e Ramona incontrano Wallace, che ha iniziato a uscire con un ragazzo con poteri psichici di nome Mobile e convince Ramona ad accogliere Scott a casa sua per la notte. Il giorno dopo, Envy propone una sfida per Scott e Todd: una lotta all'ultimo sangue presso Honest Ed in cui vincerà chi arriverà per primo alla fine del negozio. Scott e Todd si precipitano attraverso il negozio, pieno di prodotti spaventosamente scontati che confondono le loro menti; Todd è psicologicamente tormentato dal suo passato e finisce per impazzire e far implodere Honest Ed. Né Scott né Todd vincono la sfida, e pianificano di sfidarsi di nuovo; tuttavia, Ramona e Scott decidono di dare buca ai loro ex per passare la serata insieme. A casa sua, Ramona racconta a Scott che aveva mollato Lucas per mettersi con Todd, che all'epoca era un teppista, e che un giorno, dopo aver subito esperimenti per sbloccare i suoi poteri vegani, lui dichiarò il suo amore aprendo un cratere sulla luna con un pungo (in seguito avrebbe fatto lo stesso con Envy, ignara che lui avesse avuto un'altra relazione). Tuttavia, Ramona scelse di lasciare Todd quando questi decise di iscriversi all'Accademia Vegana. Mentre Scott e Ramona sono ancora tormentati dal loro passato, Knives è sempre più sola e sconvolta, soprattutto dopo gli eventi dell'ultima sera.
All'insaputa di Envy, Todd la tradisce con la batterista Lynette e viola la sua dieta vegana concedendosi un gelato. Quando Ramona si presenta a Scott con un nuovo taglio e colore di capelli (cosa che è solita fare molto spesso), Scott si lamenta di nuovo della sua acconciatura trascurata e alla fine permette a Ramona di tagliargli i capelli, cosa che aveva sempre fatto da solo (raramente) da quando lui e Envy si erano lasciati. Domenica, i Sex Bob-omb si preparano ad aprire l'ultimo concerto dei The Clash at Demonhead, e Stephen è sempre più nel panico sia per un possibile fiasco della band che per un'altra potenziale rottura con Julie. Fuori dal Lee's Palace, Envy e Scott provano, con scarsi risultati, ad avere una conversazione normale, poi Scott tenta di scusarsi con Knives per come l'ha trattata, ma lei lo fraintende e pensa che torneranno insieme. Mentre i Sex Bob-omb salgono sul palco, Ramona ed Envy si incontrano al bancone del bar, e la loro lite sfocia in uno scontro durante il quale Ramona attacca Envy con un martello gigante preso dalla sua borsa di capienza illimitata. Nonostante il supporto di Wallace, Ramona sembra avere la peggio ma viene salvata da Knives, che blocca l'attacco di Envy, determinata a tutto pur di rendere Scott felice. Subito dopo, Scott mette Envy fuori gioco sfruttando il suo punto debole (un punto di pressione dietro le ginocchia).
Envy sorprende Todd che esce dal bagno insieme a Lynette. La batterista allora si teletrasporta prima che Envy possa colpirla col martello di Ramona, perdendo il suo braccio bionico. Todd cerca di farsi perdonare da Envy, solo per ricevere una dolorosa ginocchiata sui genitali; infuriato, Todd usa i suoi poteri psichici per scaraventare Envy dall'altra parte del teatro, insultandola davanti al pubblico. Todd e Scott si sfidano a una battaglia con i bassi, e Scott è aiutato dai poteri dei Boys and Crash, che ora hanno la capacità di controllare il suono. Todd sta per vincere lo scontro ma all'improvviso arriva la polizia vegana e lo priva dei suoi poteri per aver infranto più volte la sua dieta: Scott allora sconfigge l'impotente Todd con una testata, riducendolo a un mucchio di monete dal quale emerge anche una vita extra. Alla fine i Sex Bob-omb decidono comunque di esibirsi e riscuotono un discreto successo; Scott però nota un uomo con gli occhiali dall'aspetto inquietante che esce dal teatro: si tratta di Gideon, il leader della Lega dei Malvagi Ex. Il giorno dopo, Scott saluta Envy un'ultima volta prima che lei torni a Montreal, senza però riuscire a fare pace, ma ritrova il buon umore grazie al supporto di Wallace e Ramona.

### Scott Pilgrim torna in pista (Volume 4)
A giugno, Scott, Ramona e i loro amici vanno in vacanza nella casa al mare di Julie. Knives ha smesso di fingere che le piaccia il giovane Neil, mentre Julie e Stephen Stills si lasciano di nuovo dopo una discussione. Una sera, dopo una festa in spiaggia piena di bevute, Scott (che è l'unico rimasto sobrio) scopre Knives e Kim sbronze che pomiciano ma decide di non parlarne a nessuno. Ad agosto, Wallace ricorda a Scott che presto dovranno incontrare il loro padrone di casa Peter, dato che sono in ritardo con l'affitto; Wallace sta facendo fatica a mantenere da solo sia lui che Scott e preferirebbe che il suo amico si trovasse un lavoro e una nuova sistemazione. Intanto Kim lascia il suo appartamento e va a vivere con Hollie e il suo coinquilino gay Joseph e viene aiutata nel trasloco dai suoi amici e dal suo nuovo ragazzo, Jason Kim, di cui Scott si scorda continuamente.
Quando Stephen scopre che Joseph ha uno studio di registrazione in camera sua diventa ossessionato all'idea di registrare un album per i Sex Bob-omb. Le registrazioni procedono a rilento e Scott, Kim e gli altri si ritrovano spesso a trascorrere le serate a cena allo Sneeky Dee's mentre Stills e Joseph sono troppo impegnati a modificare le canzoni. Nel mentre Scott incontra casualmente la sua ex compagna di liceo, Lisa Miller, che sembra avere una cotta per lui, e la presenta ai suoi amici e a Ramona. Dopo essere stato spronato anche da Ramona a trovare un lavoro, Scott prova a cercare un impiego chiedendo ai suoi conoscenti, e ottiene un posto come lavapiatti presso il ristorante vegetariano Happy Avocado, dove lavora Stephen. Poco dopo, un uomo di mezza età armato di Katana attacca Scott e Kim, ma loro scappano attraverso l'iperspazio. Nei giorni successivi, Scott si dimentica di dire a Wallace e Ramona di avere un lavoro, il giovane Neil si sente sempre più trascurato dal resto del gruppo, e Stephen annulla tutte le prove di registrazione dell'album (rifiutando anche possibili concerti allo Sneeky Dee's).
Wallace e Scott, dopo aver parlato con Peter, scoprono che il loro contratto sta per scadere e iniziano a valutare la possibilità di trasferirsi ciascuno col proprio partner. Dopo il primo estenuante turno di lavoro, Scott viene attaccato da una mezza-ninja di nome Roxanne Richter, che si ritira dopo essersi presa un pugno sul seno, minacciandolo di morte. Lisa continua a uscire con il gruppo e le sue avance su Scott diventano più evidenti, tanto che lui inizia a preoccuparsi che Ramona si faccia una cattiva idea. Il giorno dopo, mentre è al lavoro, Scott vede Ramona che mangia con Roxanne e capisce che quest'ultima è la quarta Ex Malvagia. Dato che Scott non vuole affrontare un avversario armato di spada, Ramona lo fa entrare nella sua borsa dell'iperspazio e combatte al posto suo; Roxie li insegue attraverso una porta per l'iperspazio ma si ritira quando Ramona ferisce i suoi sentimenti. Scoperto che Scott ha un lavoro e che sta facendo del suo meglio per dare una svolta alla sua vita, Ramona gli propone di andare a vivere con lei.
Dato che Lisa flirta spesso con Scott, Ramona inizia a sospettare che ci sia qualcosa tra i due e chiede a Scott di non tornare a casa con lei, visto che ha bisogno di stare sola. Scott non comprende la mancanza di fiducia di Ramona e, tornato a casa, scopre da Wallace che è stato licenziato a causa dello scontro con Roxie. Rimasto solo, Scott viene ospitato da Lisa, che ammette di avere una cotta per lui dai tempi del liceo e gli propone di riprovarci. Roxie attacca Scott nel suo sogno, ma lui si sveglia prima che lei possa ucciderlo e Lisa gli rivela che quella notte non hanno combinato nulla, dato che Scott non ha voluto tradire Ramona: i due decidono di rimanere amici. Scott intende dichiarare nuovamente il suo amore per Ramona, ma prima sceglie di riprendersi il lavoro. Dopo il turno, scopre che l'uomo armato di katana è il padre di Knives in cerca di vendetta e mentre fugge nell'iperspazio si ritrova nella mente di Ramona, dove la vede assoggettata a un uomo dall'aspetto inquietante. Ramona butta Scott fuori dalla sua testa, inizialmente arrabbiata, ma si scusa per il suo comportamento dell'altra sera. Scott però scopre che Ramona sta ospitando Roxie a casa sua e ne rimane sconvolto.
Mentre prova a fuggire, Scott si ritrova davanti a una versione malvagia di sé stesso, ma respinge questa visione e torna da Ramona. Quando scoppia una colluttazione a causa dell'arrivo del signor Chau, Scott causa involontariamente un duello tra lui e Roxie, e Ramona lo sprona a non evitarlo. Scott allora finalmente dice a Ramona che la ama e che farà di tutto per portare avanti la loro relazione. Con questo atto di coraggio, Scott guadagna il "Potere dell'Amore", ed estrae dal suo cuore una spada fiammeggiante che usa per sconfiggere Roxie. Il signor Chau osserva tutto in silenzio e, appurato che Scott è un guerriero onorevole, torna a casa per dare a Knives il permesso per uscire con un "ragazzo bianco", ma glielo dice in cinese e Knives non lo capisce. Ramona e Scott decidono finalmente di andare a vivere insieme, mentre Wallace va a vivere con il suo ragazzo, Mobile; Stephen invece si rimette con Julie, pur continuando col suo comportamento autodistruttivo mentre registra l'album. Una sera, tutto il gruppo al completo si riunisce per una festa di addio a Lisa, che si trasferirà a Los Angeles per iniziare la sua carriera di attrice; al termine della serata anche Ramona rinnova il suo amore per Scott.

### Scott Pilgrim contro l'universo (Volume 5)
Dopo essersi trasferito da Ramona, il 27 settembre Scott festeggia il suo ventiquattresimo compleanno. A novembre, durante una delle tante feste in costume organizzate da Julie nel suo novo loft, Ramona nota che tra gli invitati ci sono due Malvagi Ex della Lega, i gemelli giapponesi Kyle e Ken Katayanagi; Scott si prepara a combattere, ma è costretto ad affrontare un robot costruito dai gemelli. Durante lo scontro, Kim racconta a Ramona che le registrazioni dell'album hanno praticamente distrutto la band, mentre Stephen Stills rivela a Knives che lui e Julie si sono lasciati di nuovo. Stephen dice anche a Knives che dovrebbe farsi passare la cotta per Scott, e che lui non è il ragazzo perfetto che crede, visto che l'ha tradita con Ramona; Knives però si rende conto che forse Ramona non è al corrente di questo fatto. Nel mentre Scott sconfigge il robot e "vince la festa", ma non riceve nessun premio e i gemelli continuano a mandare altre loro creazioni contro di lui nei giorni successivi.
Nonostante la loro convivenza sembri andare bene, Ramona inizia a preoccuparsi sul futuro della sua relazione con Scott e inizia a farsi diverse paranoie sul fatto che lui sembri superare, e quasi dimenticare, con molta facilità le sue relazioni passate. Intanto Julie organizza un concerto allo Sneeky Dee's per i Sex Bob-omb, come ripicca verso Stephen, ma si rivela una trappola per attirare Scott in un altro scontro con un robot dei gemelli (durante il quale Scott finisce per rompere il suo basso). Nel bagno, Knives attacca Ramona, ma dopo essere stata sconfitta, si rende conto che è stata stupida a darle la colpa di tutto e ammette che Scott le ha tradite entrambe. Sconvolta da quanto appreso da Knives, Ramona chiede a Scott di lasciarla sola, così da poter riflettere per alcuni giorni; Scott allora passa la notte da Wallace, che nel frattempo ha recuperato alcune informazioni su Gideon Gordon Graves, il leader della Lega.
Dopo aver dormito un'altra notte da Kim, Scott chiede il suo aiuto per orchestrare un incontro casuale con Ramona; mentre i tre sono insieme al bar, Kim rivela che ha litigato con Hollie, che è andata a letto con il suo ragazzo, Jason. Questo fa brillare nuovamente la testa di Ramona; Scott e Kim tentano di farglielo notare, ma senza risultati. Durante l'ennesima festa in costume da Julie, Scott continua a essere attaccato dai robot, mentre i gemelli provocano Ramona, ricordandole del suo passato. Poco dopo, Kim scatta una foto a Ramona mentre sta avendo lo scintillio e gliela mostra, ma lei si rifiuta di dare spiegazioni. Dopo aver trascorso la notte a sbronzarsi di tequila con Scott e Ramona, Kim viene rapita dai gemelli mentre si trova sola alla stazione della metropolitana. Intanto Scott e Ramona tornano a casa e fanno l'amore, ma poi Ramona domanda a Scott se è vero che l'ha tradita con Knives. Scott cerca di giustificarsi, dicendo di aver tradito solo Knives; la testa di Ramona inizia a scintillare, mentre lei accusa Scott di essere un potenziale futuro Malvagio Ex. Scott riconosce i suoi errori e si aspetta che Ramona lo lasci da un momento all'altro, ma promette di diventare una persona migliore.
La mattina dopo, Scott riceve un messaggio da Kim e corre a salvarla nonostante i postumi della sbornia, non riuscendo però a dirlo a Ramona. Scott affronta i gemelli in un edificio abbandonato ma è messo in difficoltà dagli attacchi simultanei degli avversari. Kyle e Ken spiegano che Ramona li ha traditi uscendo contemporaneamente con entrambi e mettendoli l'uno contro l'altro, e da allora hanno giurato di rimanere sempre uniti. Scott ritrova la carica grazie all'aiuto di Kim, che finge di leggergli un messaggio di incoraggiamento di Ramona, e sconfigge i gemelli, dichiarando che Gideon sarà il prossimo. Dopodiché, Kim invita Scott a chiarirsi con la sua ragazza. Scott torna a casa e scopre che Ramona si è tagliata di nuovo i capelli, cosa che non aveva mai fatto da quando si erano messi insieme. Scott dice a Ramona che non gli importa del suo passato e dei suoi errori e rinnova il suo amore per lei; Ramona lo ringrazia per i bei momenti passati insieme, mentre lo scintillio intorno alla sua testa diventa sempre più luminoso, finché lei scompare del tutto, lasciando dietro di sé una lettera indirizzata a Gideon.
Scott, con il cuore spezzato, si chiude accidentalmente fuori dalla casa di Ramona mentre il gatto Gideon scappa. Scott trascorre le giornate successive dormendo a casa dei suoi amici, anche loro pieni di problemi personali; Kim in particolare decide di lasciare Toronto e va a nord per vivere con i suoi genitori, dopo che Hollie ha venduto la maggior parte delle sue cose. Poco dopo, Scott si trasferisce in un nuovo appartamento pagato dai suoi genitori e tenta inutilmente di ritrovare il suo gatto. Scott inizia anche ad attaccare a vista tutte le persone con gli occhiali che gli ricordano Gideon, persino Mobile e suo fratello Lawrence; deve anche restituire al fratello il suo basso, che aveva preso in prestito. Alla fine Scott decide di leggere la lettera di Ramona a Gideon, che è un messaggio di addio mai spedito, e poco dopo riceve una telefonata proprio da Gideon che lo minaccia di morte.

### Scott Pilgrim. L'ora della verità (Volume 6)
Spaventato all'idea di affrontare Gideon, Scott trascorre la maggior parte delle sue giornate da solo nel suo appartamento a giocare ai videogiochi. Nel frattempo abbandona il lavoro e viene espulso dai Sex Bob-Omb. Dopo diversi mesi, e dopo un incubo su Ramona e sulle altre sue ex, Scott decide di uscire di casa e si reca al concerto della nuova band di Stephen e Joseph. Scott incontra Knives, ormai diciottenne e, prendendo alla lettera un consiglio di Wallace, che l'aveva spronato a uscire con altre ragazze, le propone di fare sesso occasionale. Knives spiega però che non vuole più stare con Scott, avendo superato la sua ossessione; i due provano comunque a baciarsi, ma trovano la cosa orribile. Scott va a una festa, supponendo che sia di Julie, ma scopre che lei si è trasferita a Montreal; tra gli invitati però c'è Envy Adams, tornata in città. Envy invita Scott a prendere un caffè, ma lui non si fida di lei, mentre Wallace sospetta che sia in combutta con Gideon, che sta aprendo un nuovo Chaos Theatre a Toronto. Quella sera, Scott ritrova finalmente il gatto Gideon di Ramona.
Il giorno dopo, Scott e Envy si incontrano di nuovo e lei cerca di convincere Scott a non avere paura di Gideon, che ha prodotto il suo album da solista. La ragazza rimane sconvolta quando nota che Scott non riesce a ricordare nulla della loro relazione, nonostante l'impatto che ha avuto su entrambi; rivela anche che il motivo per cui si sono lasciati è a causa dei problemi di Scott con l'alcol, nonostante lui insista da sempre che non beve. Gideon appare in lontananza, lanciando a Scott uno sguardo intimidatorio, ma Scott si fa prendere dal panico e scappa. Wallace costringe Scott a lasciare la città per un "periodo sabbatico nella natura selvaggia", nella speranza che si schiarisca le idee e si alleni per la sua battaglia con Gideon. Scott è riluttante, ma alla fine parte per il nord e resta a casa di Kim e dei suoi genitori. Un giorno, mentre escono per una passeggiata nel bosco, Scott confessa a Kim il suo timore di affrontare la vita adulta e poi la bacia, provando a convincerla di rimettersi insieme, dato che preferirebbe una relazione più facile. Ferita, Kim rivela a Scott che la loro storia al liceo non era idilliaca come ricordava e che Scott non le aveva nemmeno detto che si stava trasferendo a Toronto, cosa che ha scoperto solo in seguito da Lisa.
Kim rivela anche che Simon Lee era il suo ragazzo, e che un giorno Scott lo ha attaccato senza motivo, se non per avere Kim. La testa di Scott inizia a brillare fino a che non si manifesta di nuovo il suo gemello malvagio, il Nega-Scott. Scott prova a sconfiggere il suo doppione, ma durante lo scontro Kim spiega che il Nega-Scott è una rappresentazione fisica dei suoi difetti ed errori passati e non scomparirà finché non li accetterà e smetterà di dimenticarli. Tali parole colpiscono duramente Scott, che improvvisamente si ricorda di Ramona e si rende conto di aver represso il suo amore per lei per sfuggire alla realtà. Nega-Scott interrompe il suo attacco e si fonde di nuovo con Scott mentre lui ricorda e riconosce i suoi errori, e afferma di non meritare il ritorno di Ramona. Kim incoraggia Scott a combattere per riconquistarla, poi gli dà un ultimo bacio di buona fortuna prima che ritorni a Toronto. Scott arriva al covo di Gideon, nel Chaos Theatre, per lo scontro finale. Tra gli ospiti ci sono Wallace e il suo amico "altro Scott", Stacey, Stephen e Joseph, Julie con le sue amiche, Knives con Tamara, e il giovane Neil, che Scott chiama per la prima volta solo Neil, mandandolo su di giri per la gioia.
Mentre Envy, si esibisce sul palco, Gideon attacca Scott alle spalle ma poi si dimostra sorpreso quando nota che Ramona non è presente, poiché credeva che Scott e Ramona fossero ancora insieme e aveva pianificato lo scontro per catturarla. Gideon allora offre a Scott un posto nella Lega, ma lui rifiuta, quindi Gideon ruba il Potere dell'Amore di Scott e lo trafigge, uccidendolo. Bloccato in un limbo, Scott incontra di nuovo Ramona e i due si riconciliano; Ramona si scusa per averlo lasciato e per averlo trascinato nei suoi casini, dovuti agli errori del suo passato che lei non ha mai avuto il coraggio di affrontare. La ragazza però ammette che è tornata solo per affrontare Gideon, non per ricominciare la loro relazione, ma Scott è disposto a perdonarla; proprio allora Scott si ricorda di avere un vita extra e la usa per rinascere, portando con sé Ramona che appare con lui nel mondo reale. Gideon allora rivela il suo piano finale, ovvero aggiungere Ramona alla sua collezione di ex fidanzate, che ha intrappolato in capsule criogeniche. Confessa inoltre di aver fondato la Lega dopo aver scritto, da ubriaco, un post denigratorio su Craigslist, dopo che Ramona lo aveva scaricato, al quale, per sua stessa sorpresa, hanno risposto tutti i suoi ex che lei aveva ferito. Inoltre, Gideon aveva anche inventato lo scintillio come un'arma di tortura psicologica, che infetta gli individui, intrappolandoli nella propria testa, tra i loro problemi personali.
Ramona però aveva imparato a sfruttare lo scintillio per sparire nell'iperspazio, usandolo per sfuggire a Gideon, che da allora ha utilizzato l'autostrada dell'iperspazio nella testa di Scott per spiarla, (confondendo però la mente di Scott e i suoi ricordi del liceo); Gideon colpisce tutti i presenti con lo scintillio, facendoli litigare tra loro; Ramona decide di scappare, ma viene trafitta da Gideon prima che possa teletrasportarsi. Scott allora usa la borsa di Ramona per entrare nella sua mente, dove una parte della ragazza è ancora assoggettata a Gideon. I due si affrontano e Scott prova a infettare l'avversario con lo scintillio, senza sortire alcun effetto e viene facilmente sconfitto. Tuttavia, Ramona si libera dalla catene di Gideon e insieme a tante sue copie che rappresentano le altre parti della sua personalità, attacca il suo diabolico ex, intimandogli di uscire dalla sua testa. Gideon minaccia di uccidere Scott, ma Ramona sacrifica la sua borsa per riportare tutti tre nel mondo reale e guadagna il Potere dell'Amore, che rimargina le sue ferite. Scott vede Gideon che tratta Envy in malo modo, e si rende conte che le sue relazioni con Knives, Envy, e Kim sono finite male principalmente per colpa sua. Scott promette di uccidere Gideon e di non commettere i suoi stessi errori, vincendo così una nuova spada, il Potere della Comprensione, e con essa una nuova maglietta.
Gideon tenta inutilmente di mettere Scott e Ramona l'uno contro l'altra, ma i due lo attaccano con le loro spade, uccidendolo e facendolo esplodere in una montagna di monete per un valore di 7.777.777 $, che piovono dolorosamente sulla folla. Subito dopo, Envy abbraccia Scott, riconciliandosi finalmente con lui, mentre le ex fidanzate di Gideon vengono liberate dalle loro capsule. Successivamente, Scott e Ramona si riuniscono ai loro amici e Ramona rivela che, dopo aver lasciato Scott, era andata a casa di suo padre per un "periodo sabbatico nella natura selvaggia", ma anche lei ha passato le sue giornate a oziare come Scott. Mentre lasciano il club, Scott e Ramona decidono di rimettersi insieme e lottare per far funzionare la loro relazione. Scott torna al suo lavoro e viene promosso aiuto-cuoco; dopo un turno, scopre che Stephen ha capito di essere gay e ora esce con Joseph. Kim torna a Toronto, e lei e Scott formano un nuovo gruppo chiamato Shatter Band, ma suonano solo cover bruttine per divertimento. Poco dopo, Scott saluta Knives, in procinto di partire per il college, augurandole buona fortuna. Infine, Scott incontra Ramona alla porta dell'iperspazio, presso il luogo del loro primo appuntamento; pronti finalmente a ricominciare, i due si tengono per mano mentre varcano la porta e spariscono insieme nell'iperspazio.

## Personaggi
- Scott Pilgrim, protagonista ventitreenne della serie. Suona il basso nei Sex Bob-Omb. Si innamora di Ramona Flowers ed è costretto ad affrontarne i suoi ex per continuare a frequentarla.
- Ramona Flowers, ventiquattrenne originaria di New York. Viaggia nell'iperspazio, che usa anche per portare un grosso martello nella sua borsa. Trasferitasi a Toronto comincia a frequentare Scott Pilgrim.
- Matthew Patel, primo dei malvagi ex che Scott affronta nel club Rockit.
- Lucas Lee, secondo dei malvagi ex, skater e star del cinema. Scott lo sconfigge convincendolo a eseguire un pericoloso numero con lo skate.
- Todd Ingram, terzo dei malvagi ex, fidanzato di Envy Adams e bassista dei Clash at Demonhead. Scott lo sconfigge facendolo deviare con l'inganno dalla sua dieta vegana, cosa che lo priva dei suoi poteri psichici.
- Roxie Richter, quarta dei malvagi ex, frequentava Ramona ai tempi del college ed è stata lei ad insegnarle a combattere e viaggiare nell'iperspazio.
- Kyle e Ken Katayanagi, gemelli esperti di robotica e produttori di musica elettronica. Quinto e sesto dei malvagi ex, Ramona li ha frequentati in contemporanea.
- Gideon Gordon Graves, settimo dei malvagi ex e capo della Lega, nonché antagonista principale della serie. Produttore di musica indipendente, viene sconfitto da Scott presso il Chaos Theatre di Toronto.
- Wallace Wells, coinquilino venticinquenne di Scott nonché suo amico.
- Knives Chau, liceale di diciassette anni che frequenta Scott all'inizio della serie. Esperta di armi da taglio e fan della band Sex Bob-Omb, Knives rimarrà innamorata di Scott fino al finale, quando convincerà il protagonista a riprovarci con Ramona.
- Kim Pine, ventitreenne dipendente del No-Account Video e batterista dei Sex Bob-Omb. È stata la prima ragazza di Scott, con cui è rimasta amica.
- Envy Adams, ex storica di Scott, cantante e tastierista dei Clash at Demonhead. Dopo essersi lasciata col protagonista muta il suo carattere da gentile e premuroso a insensibile e aggressivo. Ha una relazione con Todd Ingram.

## Sviluppo

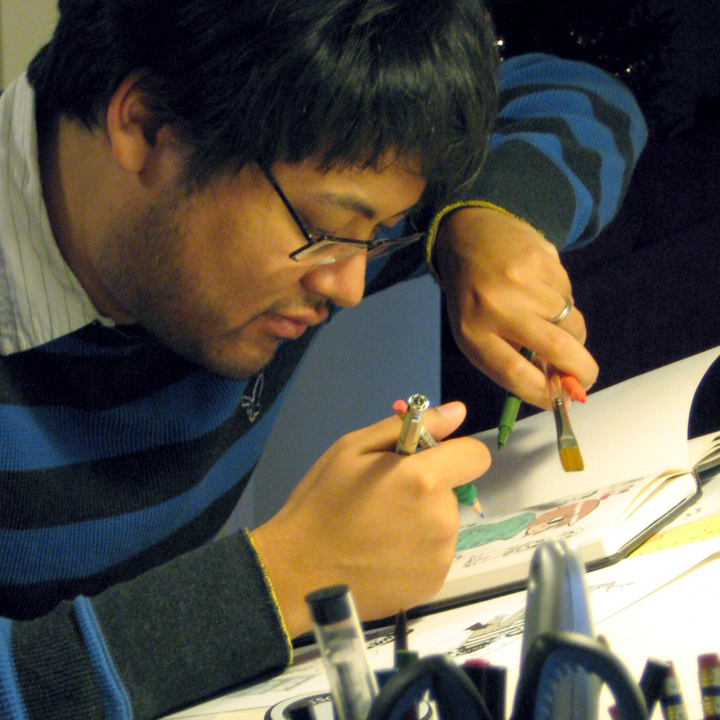
Bryan Lee O'Malley al lavoro.

Bryan Lee O'Malley, per la creazione della serie e del protagonista, venne ispirato dal brano del 1998 Scott Pilgrim del gruppo canadese Plumtree. La frontwoman del gruppo, Carla Gillis, la descrisse come una canzone "decisa... ma anche piuttosto dolce". In particolare a colpire il fumettista fu la strofa: "I've liked you for a thousand years" (lett. "Mi piaci da mille anni").
Sebbene fosse interessato a realizzare un fumetto ispirato al genere shōnen, al momento della concezione del progetto Bryan Lee O’Malley aveva letto un solo manga: Ranma ½. Ciò era dovuto alla limitata distribuzione di fumetti giapponesi in Nord America all’inizio degli anni 2000.
Nel 2002 l’autore lesse Even a Monkey Can Draw Manga, un manuale satirico di Kentaro Takekuma e Koji Aihara, prestatogli da un amico. Nonostante il tono ironico dell’opera, O’Malley comprese che il volume poteva offrire indicazioni utili sul funzionamento dell’industria del fumetto giapponese.
Secondo quanto dichiarato dall’autore, la sua principale influenza grafica fu Rumiko Takahashi, mentre Atsuko Nakajima, responsabile del character design dell’anime Ranma ½, ebbe un’influenza secondaria ma significativa. Tra le altre fonti di ispirazione figurano il videogioco di ruolo Koudelka di Yūji Iwahara, l’opera di Osamu Tezuka (a partire dal terzo volume della serie), e, in misura minore, OAV FLCL.
La scelta di realizzare il fumetto in bianco e nero fu dettata inizialmente da motivazioni economiche.
Il processo creativo si articolava in cinque fasi: la prima consisteva nell’annotazione di idee su quaderni, blocchi note o file digitali; la seconda nella stesura di un soggetto; la terza nello sviluppo della trama e dei personaggi; la quarta nella creazione delle thumbnail (bozzetti preliminari delle tavole); la quinta nella realizzazione delle tavole definitive. Nei primi tre volumi e nel film tratto dall’opera, il font utilizzato è il Swiss 721 Bold Condensed, mentre a partire dal quarto volume viene adottato il M04 Fatal Fury. Per l’inchiostratura, O’Malley si è avvalso di pennelli e retini, e nel volume conclusivo ha collaborato con due assistenti.
L’intento dell’autore era quello di creare un’opera ibrida tra manga e fumetto occidentale. In un’intervista del 2006, alla domanda se considerasse Scott Pilgrim un fumetto orientale, O’Malley ha risposto: «Uh… no. Credo di averci pensato proprio oggi. Stavo riflettendo sull’intero concetto degli OEL [Original English-language manga, n.d.r.]. Penso di essere stato influenzato… mi piace il termine manga-influenced comics, anche perché non piace a nessun altro».
In merito alle differenze tra l’industria del fumetto americana e quella giapponese, Bryan Lee O’Malley ha osservato che la prima è incentrata prevalentemente sui fumetti di supereroi o di tipo underground, mentre la seconda ruota attorno a pubblicazioni settimanali o mensili su riviste dedicate, supportate da un sistema editoriale molto più strutturato, che comprende editor e assistenti in misura significativamente maggiore. L’autore ha dichiarato che, all’inizio del progetto, il suo obiettivo più ottimistico era vendere circa mille copie. Per questo motivo, il successo ottenuto e il successivo adattamento cinematografico lo sorpresero profondamente. Secondo O’Malley, la parte più complessa dell’intero lavoro fu riuscire a costruire una conclusione soddisfacente. L’autore ha affermato di non essere riuscito a delineare un finale coerente fino all’inizio della scrittura del quinto volume, che considera “l’ora più buia” della storia, in contrapposizione al sesto volume, concepito come momento di “redenzione”. O’Malley ha spiegato che la principale difficoltà consisteva nel dover gestire numerosi fili narrativi: «C’era un sacco di materiale da organizzare, molte trame da intrecciare, e dovevo cercare di concentrarmi sugli elementi più importanti nel tempo che avevo a disposizione». Un’ulteriore sfida era rappresentata dal desiderio di realizzare un finale che potesse “competere almeno un po’" con quello del film, di cui conosceva l’impatto sul pubblico. A proposito della conclusione, ha inoltre dichiarato: «Credo che la parte legata alle relazioni e ai personaggi femminili abbia funzionato piuttosto bene, mentre quella su Gideon e sul “bagliore” fosse piuttosto debole. Ma ehi, a qualcuno è piaciuto molto, e non intendo tornare indietro a cambiare tutto».
Per spiegare le ragioni che lo hanno portato a concludere la serie, Bryan Lee O’Malley ha citato una riflessione di Hergé, celebre fumettista e illustratore belga creatore della serie Le avventure di Tintin. Hergé, in una conversazione con la moglie, affermò: «Ora come ora il mio lavoro mi fa star male. Tintin non sono più io. E devo fare uno sforzo tremendo per continuare a inventarlo… Se Tintin continua a vivere, è attraverso una sorta di respirazione artificiale che devo costantemente tenere accesa e che mi sta esaurendo». Riprendendo questo concetto, O’Malley ha dichiarato: «Se fra dieci anni starò ancora facendo Scott Pilgrim, sarò morto dentro». Nonostante ciò, l’autore ha ipotizzato la possibilità di un seguito, incentrato su Scott e Ramona e che includa i personaggi principali, ad eccezione di Gideon e degli altri sei ex malvagi. A tal proposito, ha affermato: «Forse tra qualche anno penserò a lavorare con Scott e Ramona ancora un po’», e ha aggiunto che, sebbene Scott Pilgrim non necessiti necessariamente di un seguito, «sarebbe divertente».
Il 3 giugno 2010, Bryan Lee O’Malley ha rivelato di aver inserito la parola hipster su una maglietta indossata da Ramona in una tavola del fumetto, come riferimento al giorno in cui aveva completato il lavoro su Scott Pilgrim. La tavola si trova a pagina 161 del sesto volume, all’interno di un flashback con il personaggio di Gideon.

## Accoglienza
All'uscita del terzo volume, Scott Pilgrim e l'infinito sconforto, Publishers Weekly lo ha definito uno dei migliori fumetti del 2006. Nel 2008 Wizard posiziona Scott ottantacinquesimo nella sua lista dei "duecento migliori personaggi a fumetti di tutti i tempi".
Nel 2007, Jason Heller di The A.V. Club ha intervistato O'Malley in merito al quarto volume definendolo, dal punto di vista grafico, il suo lavoro migliore ed affermando che "[O'Malley] ha riempito la barra arte-saggezza: il suo stile ingannevolmente basilare si fa improvvisamente più profondo, più ricco e più maturo, mentre il suo occhio per la dinamica e l'economia grafica diventa ancora più acuto".
Nel 2011, Scott Pilgrim si è classificato sessantanovesimo nella classifica dei "cento migliori eroi a fumetti" di IGN.
Anche il pubblico giapponese ha accolto positivamente l'opera; in particolare, Kentaro Takekuma ha affermato che, sebbene all'inizio la narrazione avesse poco a che spartire con un manga, nelle scene d'azione si veniva a creare una piacevole atmosfera, perfettamente a metà tra i due stili. Koji Aihara ha dichiarato che, pur cogliendo l'ispirazione presa dallo stile giapponese, ritiene Scott Pilgrim un mezzo d'espressione unico e ne ha esaltato in particolare la resa dei chiaroscuri.

## Riconoscimenti
- Nel 2005, grazie all'opera, O'Malley ha vinto il Doug Wright Award come miglior talento emergente[17] ed è stato nominato per tre Harvey Awards come miglior nuovo talento, miglior fumettista e miglior albo grafico originale.[18]
- Nel 2006 O'Malley ha ricevuto il Joe Shuster Award come miglior fumettista canadese emergente, la nomination all'Eisner Award come miglior artista e sceneggiatore, e all'Eagle Award come miglior fumettista umoristico.
- Nel 2007, la serie è stata premiata con l'Harvey Award e, nel 2010 con l'Eisner Award.[19]

## Altri media

### Cinema

Titoli di testa del film

Nel 2010 dal fumetto è stata tratta la trasposizione cinematografica live action Scott Pilgrim vs. the World, diretta da Edgar Wright e interpretata da Michael Cera (Scott Pilgrim) e Mary Elizabeth Winstead (Ramona Flowers).

### Animazione
- Il 12 agosto 2010 è stato trasmesso su Adult Swim un cortometraggio animato intitolato Scott Pilgrim vs. The Animation, basato sul prologo del secondo volume del fumetto, omesso dalla versione cinematografica. Il cortometraggio è un flashback che mostra la storia d'amore tra i personaggi di Scott Pilgrim e Kim Pine.[20]
- Il fumetto è stato adattato da HarperCollins e Robot Comics in una serie di motion comics per iPhone, iPod touch, iPad e Android.[21]
- A marzo 2023 è stato annunciato l'adattamento animato, realizzato da Science Saru e distribuito da Netflix, Scott Pilgrim - La serie, pubblicato il 17 novembre 2023. La serie è stata creata e sceneggiata da Bryan Lee O'Malley e BenDavid Grabinski e diretta da Abel Góngora. Per il doppiaggio inglese è stato richiamato il cast originale del film.[22]

### Videogiochi

Logo del videogioco

- Nell'agosto 2010 è stato distribuito, tramite download, il videogioco per PlayStation 3 e Xbox 360 Scott Pilgrim vs. The World: The Game, prodotto da Ubisoft.[23] Il videogioco ha ricevuto numerose recensioni positive.[24] La rivista Play Generation lo ha classificato il quarto migliore titolo PSN del 2010.[25]
- Il 6 giugno 2025 è stato annunciato Scott Pilgrim EX, con un uscita prevista nel 2026 da Tribute Games. Avrà una trama originale e si svolgerà dopo gli eventi di Scott Pilgrim - La serie.